# Amstel Quartet
Amstel Quartet is een Nederlands saxofoonkwartet. Het kwartet werd in 1997 opgericht.
Het repertoire van het Amstel Quartet bestaat uit oude muziek, nieuwe muziek, populaire muziek en wereldmuziek. Ook wordt er samengewerkt met artiesten uit andere disciplines zoals dans, mime, theater, toneel, film en andere culturen zoals een tablaspeler uit India.

## Concerten
Het kwartet treedt onder meer op in het Concertgebouw, de Philharmonie in Luxemburg, Carnegie Hall in New York en maakt uitgebreide tournees door Europa, Rusland, het Midden-Oosten, China, Japan en de Verenigde Staten.

## Samenstelling
Het Amstel Quartet bestaat uit:
- Vitaly Vatulya - sopraansaxofoon
- Olivier Sliepen - altsaxofoon
- Bas Apswoude - tenorsaxofoon
- Harry Cherrin - baritonsaxofoon

## Discografie
- Pelēcis (2021)
- American Dream (2020)
- Sax avec Elan! (2014)
- Amstel Tracks NOW! (2012)
- Live @ De Toonzaal (2011)
- Amstel Raga (2010)
- Amstel Peijl (2007)
- 1 Gram of Time (2005)
- Baltica (2005)
- Amstel Tracks (2004)
- Straight Lines (2002)

## Prijzen
- Juryprijs Kamermuziekfestival Almere (2001)
- Kersjes van de Groenekan Prijs, (2004)